# 杨斯敦州立大学
杨斯敦州立大学於1908年創校。這一間學校位於美國俄亥俄州的扬斯敦。2009年秋天一共有14,682名學生。師生比例為19比1。這一間學校宣稱至今一共有超過77,000名的人畢業於他們學校。

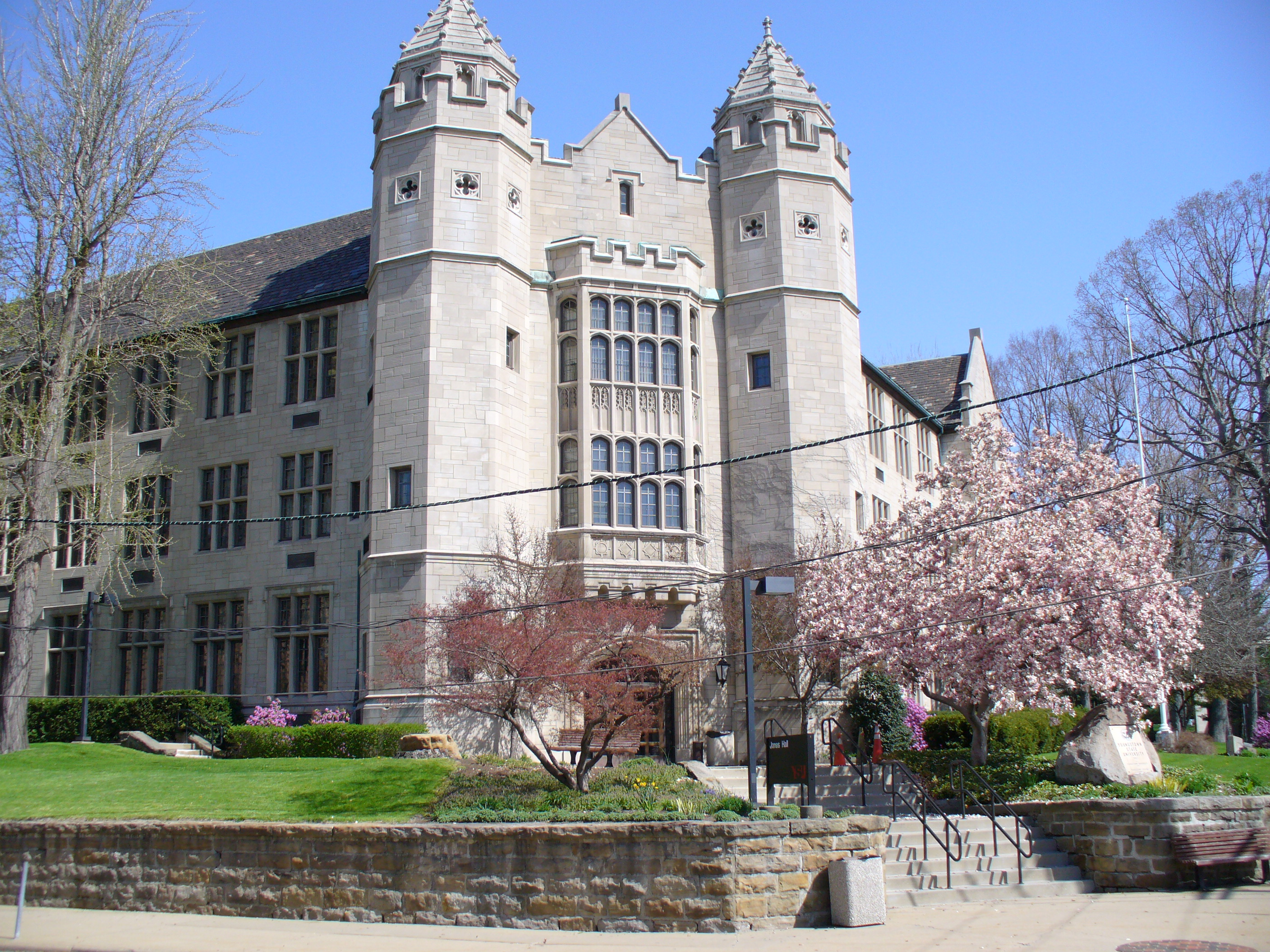
瓊斯大樓

## 學校歷史
這所大學的起源可以追溯到1908年，當YMCA位於當地的分公司在杨斯敦協會學校內設立一所法律學校。1921年，這所學校成為杨斯敦技術學院，並第一次開始提供下午的課程。1928年，在建立藝術學院後的一年，杨斯敦技術學院改名為杨斯敦學院。1955年，杨斯敦學院再一次改名為杨斯敦大學。
1967年九月，杨斯敦大學正式變為州立系統的大學，並改名為楊斯鎮州立大學。

## 歷任校長
- Albert L. Pugsley 博士 – 1966 – 1973
- John J. Coffelt 博士 – 1973 – 1984
- Neil D. Humphrey 博士 – 1984 – 1992
- Leslie H. Cochran 博士 – 1992 – 2000
- David C. Sweet 博士 – 2000 – 至今

## 認可機構
- 美國教育部
- 台灣教育部[3]

## 學校排名
- 根據2009年的美國新聞與世界報導U.S.News，Youngstown State University為美國中西部第四級大學。[4]

## 資料來源
1. ↑  . Youngstown State University.   [2024-04-08]. （原始内容存档于2024-08-04）.
2. ↑  .   [2009-10-03]. （原始内容存档于2016-03-04）.
3. ↑  .   [2009-12-04]. （原始内容存档于2009-11-28）.
4. ↑  .   [2009-10-03]. （原始内容存档于2010-07-07）.

## 外部連結
- 大學官方網站 （页面存档备份，存于）